# Élite 1
La Élite 1 es el torneo nacional de primera división de rugby femenino de Francia.

## Historia
Fue fundado a partir de la temporada 1971-1972 bajo los auspicios de la Asociación Francesa de Rugby Femenino antes de ser asumido por la Federación Francesa de Rugby Femenino. Ha sido organizado por la Federación Francesa de Rugby desde 1989. La primera temporada fue ganada por ASVEL Rugby.

## Campeones
| Temporada | Campeón                      | Resultado | Subcampeón                    |
| --------- | ---------------------------- | --------- | ----------------------------- |
| 1972      | ASVEL                        | 10–8      | RC Adour                      |
| 1973      | FC Auch                      | 10–8      | Tarbes Rugby                  |
| 1974      | Violettes bressanes          | 25–10     | FC Auch                       |
| 1975      | Toulouse Fémina Sports       | 18–3      | OF Valence Les Dragons Blancs |
| 1976      | Toulouse Fémina Sports       | 8–3       | Violettes bressanes           |
| 1977      | Toulouse Fémina Sports       | 12–7      | Violettes bressanes           |
| 1978      | Toulouse Fémina Sports       | 7–0       | FC Auch                       |
| 1979      | Toulouse Fémina Sports       | 19–0      | Coquelicots de Tournus        |
| 1980      | Toulouse Fémina Sports       | 7–0       | Violettes bressanes           |
| 1981      | Violettes bressanes          | 10–3      | Coquelicots de Tournus        |
| 1982      | Toulouse Fémina Sports       | 7–0       | Violettes bressanes           |
| 1983      | La Teste Rugby               | 10–0      | Violettes bressanes           |
| 1984      | Toulouse Fémina Sports       | 10–0      | Coquelicots de Tournus        |
| 1985      | Toulouse Fémina Sports       | 6–0       | Violettes bressanes           |
| 1986      | La Teste Rugby               | 8–0       | Toulouse Fémina Sports        |
| 1987      | La Teste Rugby               | 16–4      | Coquelicots de Tournus        |
| 1988      | La Teste Rugby               | 8–0       | Violettes bressanes           |
| 1989      | Violettes bressanes          | 19–12     | AS Romagnat                   |
| 1990      | Saint-Orens                  | 7–6       | Violettes bressanes           |
| 1991      | Rugby Club de Chilly-Mazarin | 3–0       | Saint-Orens                   |
| 1992      | Pachys d'Herm                | 10–3      | Saint-Orens                   |
| 1993      | Saint-Orens                  | 13–3      | Violettes bressanes           |
| 1994      | AS Romagnat                  | 21–12     | Saint-Orens                   |
| 1995      | AS Romagnat                  | 10–6      | Pachys d'Herm                 |
| 1996      | Rugby Club de Chilly-Mazarin | 3–0       | AS Romagnat                   |

| 1997    | Pachys d'Herm                    | 30–17                            | Saint-Orens                      |                                  |                                  |
| 1998    | Pachys d'Herm                    | 20–11                            | AS Romagnat                      |                                  |                                  |
| 1999    | Caen Rugby Club                  | 25–12                            | Pachys d'Herm                    |                                  |                                  |
| 2000    | Caen Rugby Club                  | 12–5                             | Pachys d'Herm                    |                                  |                                  |
| 2001    | Pachys d'Herm                    | 20–19                            | Caen Rugby Club                  |                                  |                                  |
| 2002    | Caen Rugby Club                  | 10–3                             | Saint-Orens                      |                                  |                                  |
| 2003    | Pachys d'Herm                    | 23–15                            | Caen Rugby Club                  |                                  |                                  |
| 2004    | USAT XV Toulouges                | 8–6                              | Ovalie caennaise                 |                                  |                                  |
| 2005    | USAT XV Toulouges                | 7–3                              | Ovalie caennaise                 |                                  |                                  |
| 2006    | USAT XV Toulouges                | 8–3                              | Stade rennais rugby              |                                  |                                  |
| 2007    | Montpellier RC                   | 10–3                             | Ovalie caennaise                 |                                  |                                  |
| 2008    | USAT XV Toulouges                | 18–15                            | Montpellier RC                   |                                  |                                  |
| 2009    | Montpellier RC                   | 19–16                            | USAP XV Féminin                  |                                  |                                  |
| 2010    | USAP XV Féminin                  | 26–5                             | Montpellier RC                   |                                  |                                  |
| 2011    | USAP XV Féminin                  | 15–11                            | Stade rennais rugby              |                                  |                                  |
| 2012    | Rugby club lonsois               | 14–10                            | Montpellier RC                   |                                  |                                  |
| 2013    | Montpellier RC                   | 15–12                            | Lille MRC villeneuvois           |                                  |                                  |
| 2014    | Montpellier RC                   | 29–19                            | AC Bobigny 93 rugby              |                                  |                                  |
| 2015    | Montpellier RC                   | 17–3                             | Lille MRC villeneuvois           |                                  |                                  |
| 2016    | Lille MRC villeneuvois           | 18–7                             | Montpellier RC                   |                                  |                                  |
| 2017    | Montpellier RC                   | 17–11                            | Lille MRC villeneuvois           |                                  |                                  |
| 2018    | Montpellier RC                   | 15–12                            | Stade toulousain                 |                                  |                                  |
| 2019    | Montpellier RC                   | 22–13                            | Stade toulousain                 |                                  |                                  |
| 2020    | Temporada cancelada por COVID-19 | Temporada cancelada por COVID-19 | Temporada cancelada por COVID-19 | Temporada cancelada por COVID-19 | Temporada cancelada por COVID-19 |
| 2021    | ASM Romagnat                     | 13–8                             | Blagnac rugby féminin            |                                  |                                  |
| 2021-22 | Stade toulousain                 | 16–10                            | Blagnac rugby féminin            |                                  |                                  |
| 2022-23 | Stade Bordelais                  | 27-23                            | Blagnac rugby féminin            |                                  |                                  |
| 2023-24 | Stade Bordelais                  | 32-17                            | ASM Romagnat                     |                                  |                                  |
| 2024-25 | Stade Bordelais                  | 32-24                            | Stade Toulousain                 |                                  |                                  |